# La Fontaine de Bakhtchisaraï (film, 1909)
Pour les articles homonymes, voir La Fontaine de Bakhtchissaraï.
Pour plus de détails, voir Fiche technique et Distribution.
La Fontaine de Bakhtchisaraï (en russe : Бахчисарайский фонтан, Baktchisaraïski fontan) est un film russe réalisé par Iakov Protazanov, sorti en 1909. Le scénario est inspiré du poème éponyme d'Alexandre Pouchkine.

## Synopsis
Après un raid en Pologne, le khan de Crimée Giray introduit Maria, une nouvelle concubine, dans son harem. Cela suscite la jalousie de la belle Zarema, pour qui l'amour du khan est plus important que tout. Zarema raconte cela à Maria, qui n'aspire qu'à la liberté et la trouve dans la mort. Trouvant Maria morte, Giray ordonne l'exécution de Zarema. En mémoire de son amour déchu, il ordonne la construction d'une fontaine dans laquelle l'eau coule goutte à goutte - la fontaine des larmes de Bakhtchissaraï.